# Octostruma balzani
Octostruma balzani är en myrart som först beskrevs av Carlo Emery 1894.  Octostruma balzani ingår i släktet Octostruma och familjen myror. Inga underarter finns listade i Catalogue of Life.

## Bildgalleri

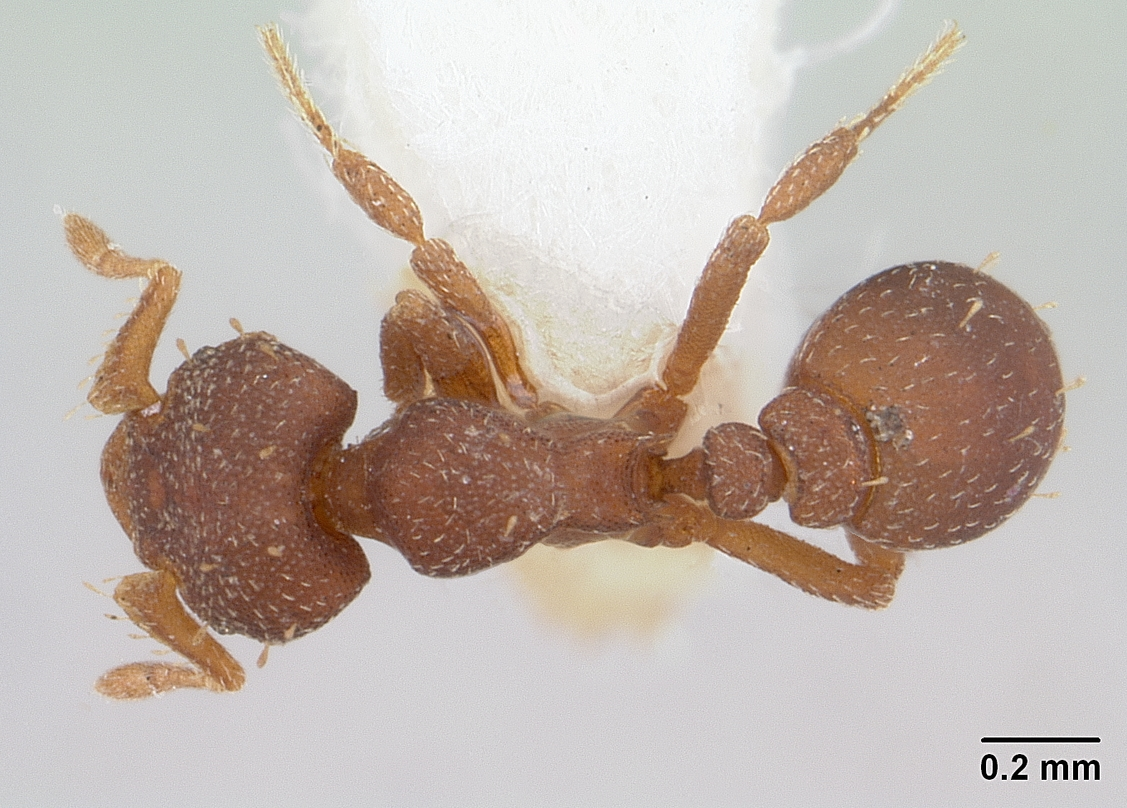
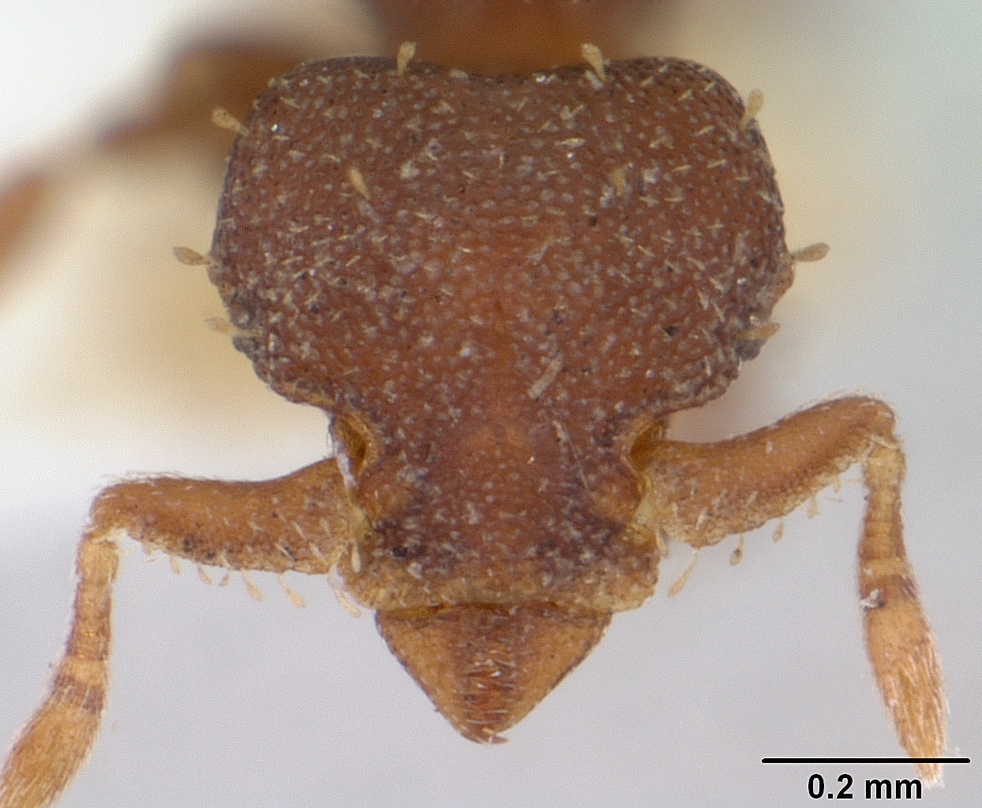
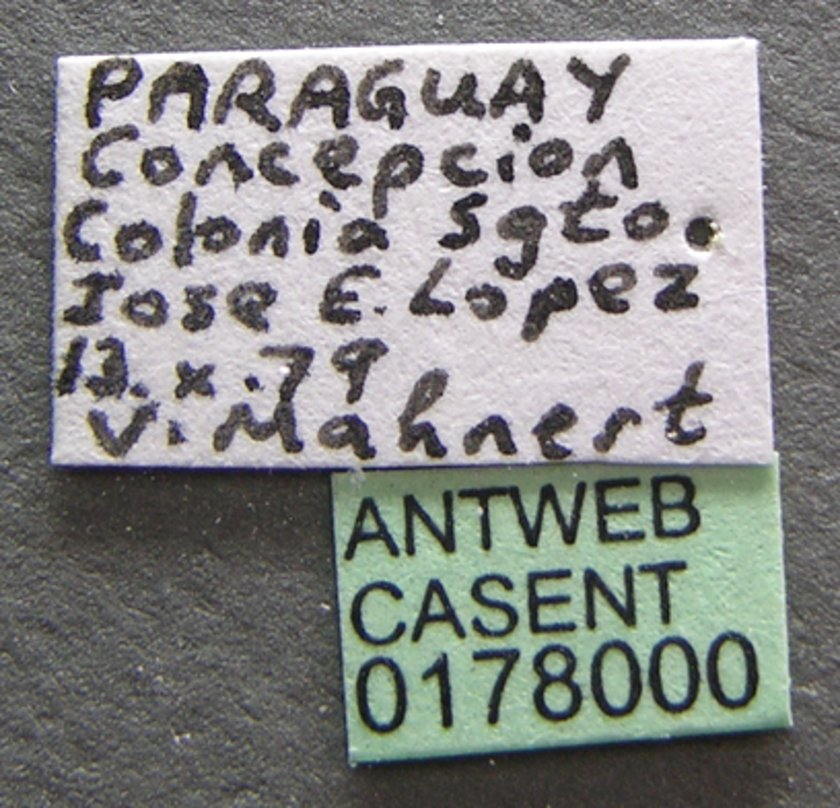
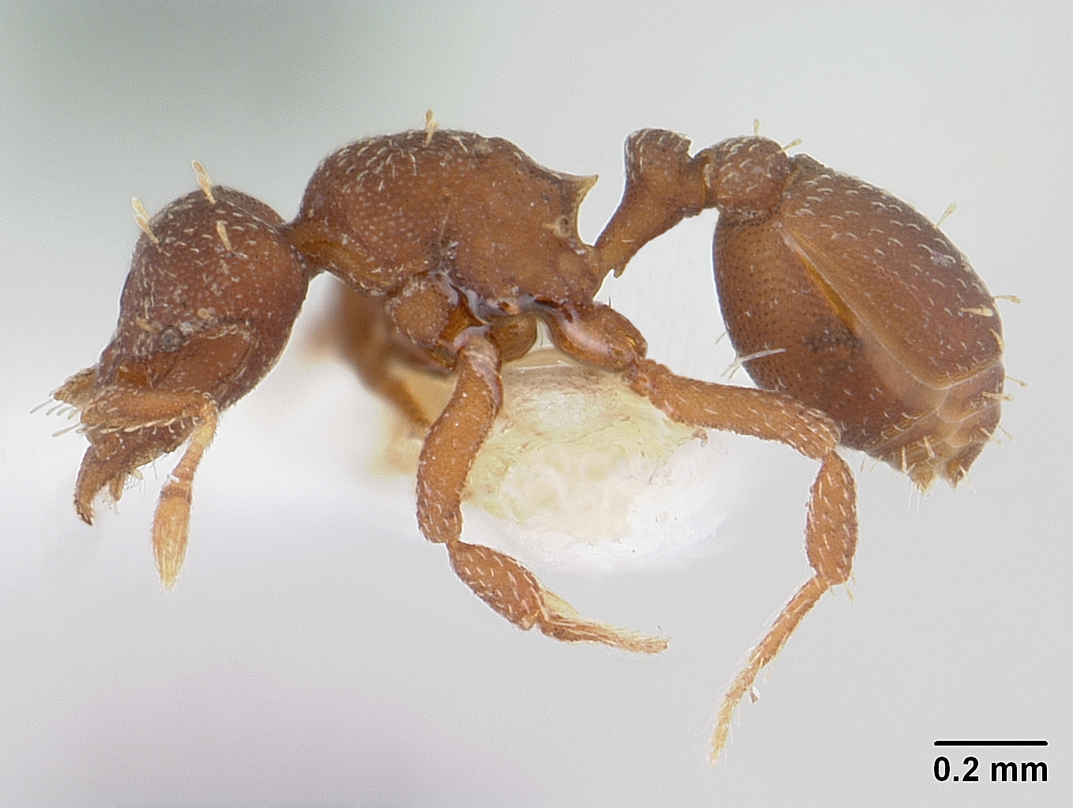
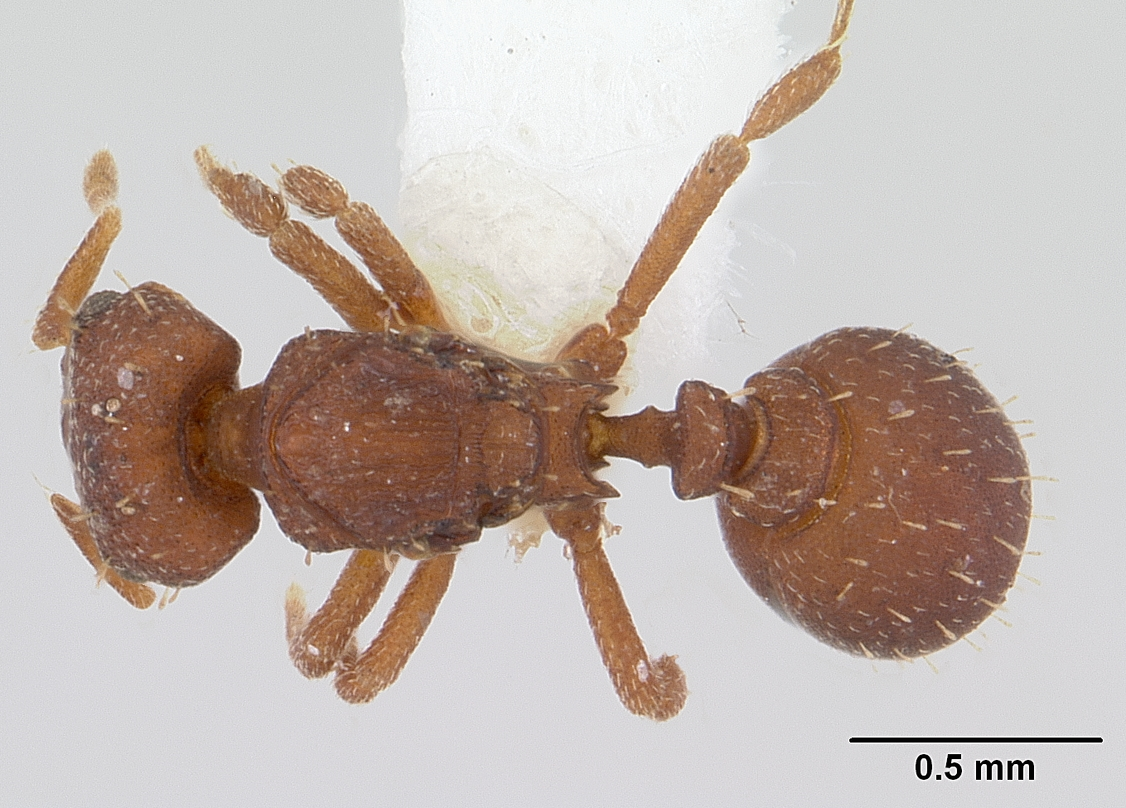
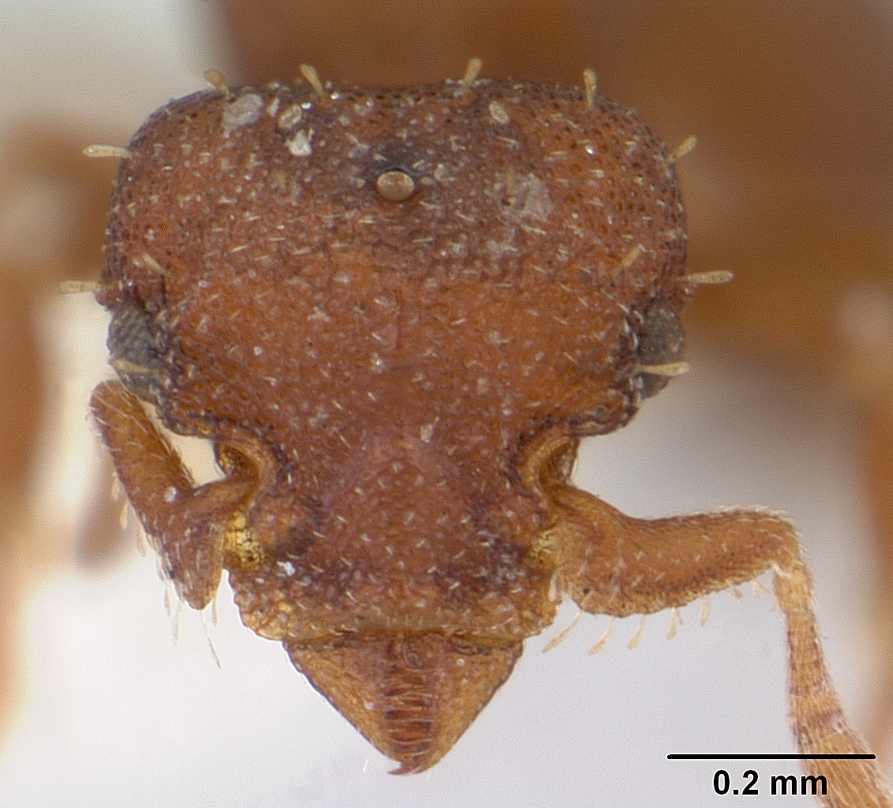